# 真理果
真理果（英語：Marika）是一位2023年3月30日開始活動的臺灣個人勢虛擬YouTuber；2024年7月達成10萬人訂閱里程碑。觀眾稱其聲音與滴妹相似，讓YouTuber阿滴對真理果中之人身分感到懷疑。後續引發話題並促成兩人在2025年愚人節的連動直播。真理果也因經常與觀眾玩哏互動，因此有了小丑果的綽號。

## 角色設定
由繪師天之火負責真理果的角色設計，1.0衣裝立繪則是毬菓marika（真理果）繪製，而Live2D為阿嘿羊螢子製作，並於後續推出夏日泳裝等配件更新。人設為心智年齡5歲，種族使魔，身高158公分，體重0.58公斤，粉絲名為「乙包」。古風元素的2.0衣裝並非自行繪製，因此風格會與先前的不同，而立繪、建模分別由繪師Orcus和野負責。真理果的馬戲團小丑風格2.1衣裝，是以2.0衣裝為基礎的全新造型，並具備一鍵戴上紅鼻子的功能。她也透露2.1衣裝的靈感是來自《LoveLive!》動畫。
3.0衣裝特別委託彩虹社Enna Alouette的繪師KT擔任形象設計，並由miraiみー繪師負責繪製。與2.0衣裝相比，本次3.0衣裝的瞳色轉為藍綠色，臉部多了虎牙、長髮造型和雙包包頭髮型，另因粉絲人數增加，導致胸部尺寸也隨之成長。真理果母親「果媽」的Live2D模型由天之火繪製，斐爾西斯負責建模。

## 經歷
真理果在2023年3月30日出道時表示，她在美國出生而不太會書寫繁體中文字；2024年7月達成10萬人訂閱里程碑。在同年10月3日公開古風元素的2.0衣裝。另於同年11月16日的亞洲電競嘉年華「WirForce 2024」活動中，舉辦實體粉絲見面會並販售周邊商品。2024年7月觀眾為了使真理果媽媽「果媽」能順利出道而成功完成募資活動。最終「果媽初配信」於2025年4月19日正式登場，全程觀看人數約9千，最高曾突破1.1萬，也成為真理果頻道有史以來最高觀看數的直播存檔。
2025年5月20日真理果直播公開長髮造型的3.0衣裝，截止至今訂閱數攀升至26萬人次。儘管真理果曾宣布過預計在同年7月19日發表的新衣裝與小丑主題無關，但在當日的新衣裝直播中，她仍發表了馬戲團小丑風格的2.1衣裝。她也提到，將於8月6日的生日當天，再發表以2.1衣裝為主題的紀念套組。
真理果曾特別在2024年8月25日臺灣開拓動漫祭FF43的攤位免費發放「小丑果扇子」，再加上自己也曾在YouTube Shorts坦承過她其實就是一個小丑並接受事實，請大家以後就叫她小丑果吧。因此才會有「小丑果」的綽號。她也曾在2024年9月19日的十萬訂閱 Q&A直播上表示過：「自己原先具備的技能不一定會吸引到觀眾，但當小丑能夠很直接地讓觀眾開心，真摯但不失幽默地與觀眾分享自己出道以來的心路歷程。」
自真理果出道以來，常有乙包（粉絲名）認為其聲音與滴妹相似且兩人都有哥哥，再加上之前裸考多益檢定的成績僅差10分就滿分。諸多巧合讓YouTuber阿滴對真理果中之人身分開始感到懷疑，讓阿滴在真理果threads貼文上多次回應：「聲音的確蠻像（滴妹）的 英文還這麼溜 我個人是保持懷疑態度」、「你上次（多益）不是考 990 嗎？」，而引起話題。後與阿滴共同策畫2025年愚人節企劃，由真理果模仿滴妹的聲音，讓阿滴選出哪個是真正的妹妹。本次直播讓同接人數達5千多人。

### 合作企劃
日本電子書平台BOOK☆WALKER於2024年2月推出「2024 來點繪畫魔法」合作企劃，邀請真理果以直播推薦繪圖工具書、漫畫、輕小說等。真理果的哥哥「果哥」因虹牌油漆工商案首次於2025年2月21日以三次元之姿登場，並挑選真理果色號「G124-2」為其粉刷房間。2025年5月至6月期間，真理果再次與BOOK☆WALKER推出特別企劃「真理果掉入奇幻書海！抽牌看異世界命運～」，並公開其推薦清單，如《我獨自升級》、《全知讀者視角》、《異種族風俗娘評鑑指南》等作品。
真理果曾與《天月麻雀》麻將遊戲合作，擔任「小鯉千代」貓娘雀士角色的中文配音。2025年7月29日再次進行重大合作，她將演唱《天月麻雀》主題曲〈星華〉國語版，並推出專屬聯動禮包，內含真理果主題的麻將桌與牌背、原創背景音樂〈萃茗〉等。由台灣YouTuber大家好我是奶哥所舉辦的伺服器活動企劃「OHO（Only High Objectives）」中，邀請真理果、杏仁嚕、橘攸奈等多位遊戲YouTuber和VTuber在同月14日至31日參加大型遊戲《腐蝕Rust》「天堂島」企劃進行生存挑戰。

## 延伸閱讀
- 王琳茱、韋麗文、楊惠君、吳冠伶、王崴漢. . 少年報導者. 2025-07-09  [2025-07-13]. （原始内容存档于2025-07-13） （中文（臺灣））.

## 外部連結
- 維基數據上的真理果 (Q133807708)
- 真理果的官方网站 （繁體中文）（页面存档备份，存于）
- 真理果的Threads（繁體中文）（Archive.today的存檔，存档日期2025-04-03）